# Onda cinemática
En los flujos de masas dinámicos y geofísicos impulsados por la gravedad y la presión, como las olas oceánicas, las avalanchas, los flujos de escombros, los flujos de lodo, las inundaciones repentinas, etc., las ondas cinemáticas son herramientas matemáticas importantes para comprender las características básicas de los fenómenos ondulatorios asociados. 
Estas ondas también se aplican para modelar el movimiento de los flujos de  tráfico de las carreteras.
En estos flujos, las ecuaciones de masa y momento pueden combinarse para obtener una ecuación de onda cinemática. Dependiendo de las configuraciones del flujo, la onda cinemática puede ser lineal o no lineal, lo que depende de si la velocidad de fase es una constante o una variable. La onda cinemática puede describirse mediante una simple ecuación diferencial parcial con una única variable de campo desconocida (por ejemplo, el flujo o la altura de la onda, {\displaystyle h}) en términos de las dos variables independientes, a saber, el tiempo ({\displaystyle t}) y el espacio ({\displaystyle x}) con algunos parámetros (coeficientes) que contienen información sobre la física y la geometría del flujo. En general, la onda puede ser advectora y difusora. Sin embargo, en situaciones sencillas, la onda cinemática es principalmente advectora.

## Onda cinemática para el flujo de residuos
La onda cinemática no lineal para el flujo de residuos se puede escribir de la siguiente manera con coeficientes no lineales complejos: {\displaystyle {\frac {\partial h}{\partial t}}+C{\frac {\partial h}{\partial x}}=D{\frac {\partial ^{2}h}{\partial x^{2}}},}
donde {\displaystyle h} es la altura del flujo de residuos, {\displaystyle t} es el tiempo, {\displaystyle x} es la posición del canal aguas abajo, {\displaystyle C} es el gradiente de presión y la velocidad de onda variable no lineal dependiente de la profundidad, y {\displaystyle D} es un término de difusión variable dependiente de la altura del flujo y del gradiente de presión.
Esta ecuación también puede escribirse en la  forma conservadora:
{\displaystyle {\frac {\partial h}{\partial t}}+{\frac {\partial F}{\partial x}}=0,}
donde {\displaystyle F} es el flujo generalizado que depende de varios parámetros físicos y geométricos del flujo, la altura del flujo y el gradiente de presión hidráulica. Para {\displaystyle F=h^{2}/2}, esta ecuación se reduce a la ecuación de Burgers.